# Abhitzedampferzeuger

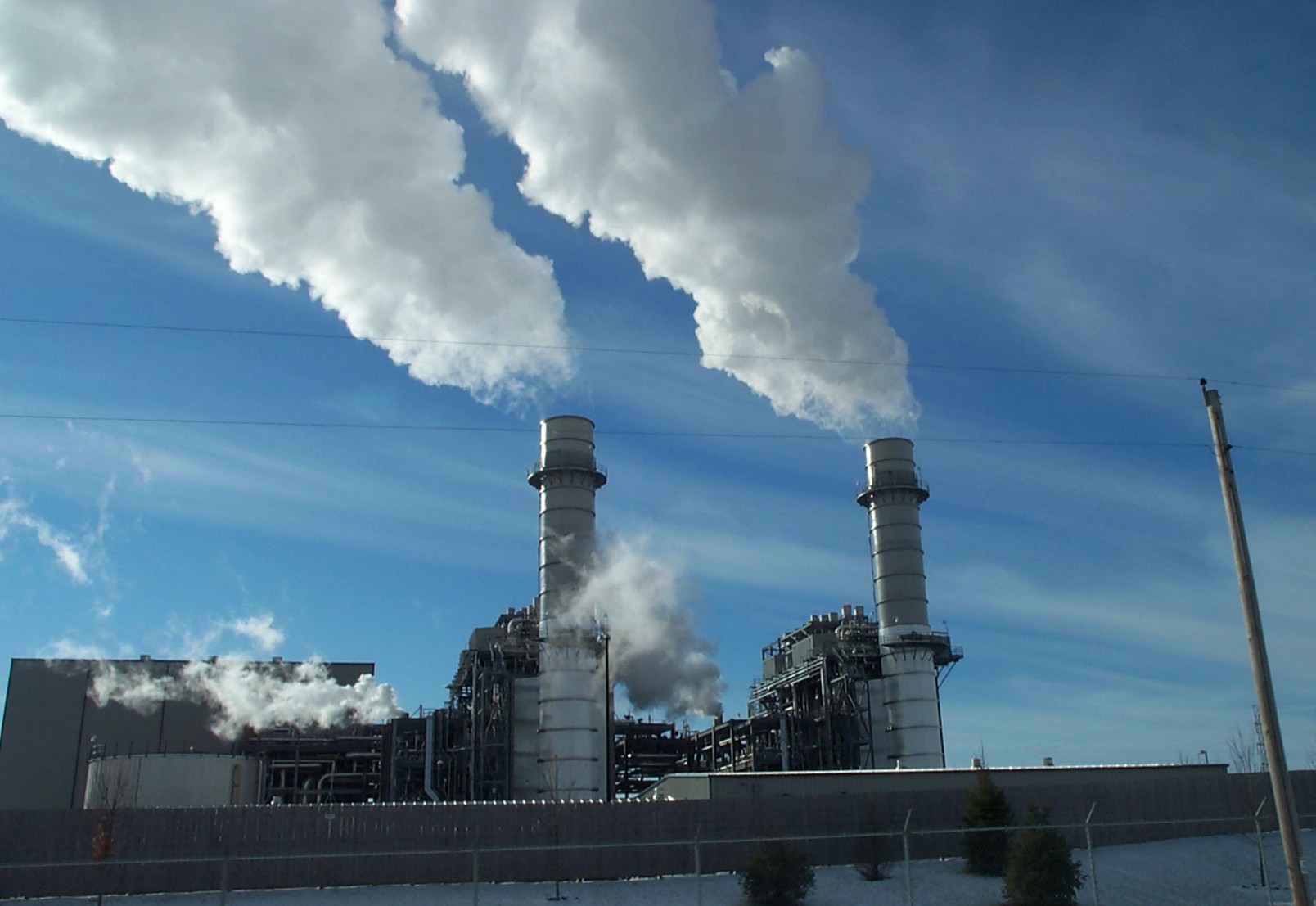
Zwei typische Abhitzekessel im Gas-und-Dampf-Kraftwerk Riverside, Wisconsin, USA

Ein Abhitzekessel (AHK) (auch Abhitzedampferzeuger, englisch Heat Recovery Steam Generator, kurz HRSG) ist ein Dampfkessel, der das heiße Abgas aus einem vorgeschalteten Prozess zur Dampferzeugung (seltener auch zur Warmwassergewinnung) nutzt. Auf diese Weise wird die Abwärme des Prozesses, die sonst ungenutzt in der Atmosphäre verloren ginge, zurückgewonnen und es verbessert sich der energetische Wirkungsgrad der Anlage.

## Anwendungen
Der erzeugte Dampf kann in einer Dampfturbine zur Stromerzeugung, als Prozess- oder Heizdampf in einem Industrieprozess oder zur Fernwärmeversorgung genutzt werden. Warmwasser statt Dampf kommt zur Anwendung, wenn die Abwärme auf niedrigem Temperaturniveau vorliegt und ein geeigneter Wärmeabnehmer vorhanden ist.
Die bei Weitem gebräuchlichste Form des Abhitzekessels ist die hinter einer Gasturbine oder einem Verbrennungsmotor in einem Gas-und-Dampf-Kombikraftwerk oder einem Blockheizkraftwerk. Durch die Kraft-Wärme-Kopplung und die Abhitzenutzung wird der Wirkungsgrad dabei besonders wirkungsvoll gesteigert.

## Konstruktion

### Rauchgasseitiger Aufbau
Ein Abhitzekessel unterscheidet sich in seiner Konstruktion von einem konventionell befeuerten Dampferzeuger vor allem rauchgasseitig in der Anordnung der Heizflächen. Da ein Abhitzekessel in der Regel keinen Feuerraum hat und das Abgas mit relativ niedriger Temperatur in den Kessel eintritt, muss keine oder sehr wenig Rücksicht auf den Ausbrand oder die Entaschung genommen werden. Alle Heizflächen sind Berührungs-/Konvektionsheizflächen, die in einfacher Weise im Rauchgasstrom angeordnet sind. Das Rauchgas durchströmt den Abhitzekessel normalerweise in einem einzigen Zug, wobei es Kessel mit horizontaler und vertikaler Hauptströmungsrichtung gibt.
Abhitzekessel werden normalerweise ohne Saugzuggebläse betrieben. Aus dem vorgeschalteten Prozess oder Aggregat ergibt sich rauchgasseitig ein leichter Überdruck, der die Abgase über den Schornstein zur Atmosphäre abführt.
Da die für den Einsatz in Gasturbinen geeigneten Brennstoffe vergleichsweise schadstoffarm verbrennen, verfügen Abhitzekessel hinter Gasturbinen normalerweise nicht über eine Rauchgasreinigung (Entschwefelung, Entstaubung, …) Allenfalls wird eine katalytische Entstickung zur Reduzierung von NOx vorgesehen. Durch den niedrigen Schwefelgehalt der üblichen Brennstoffe und die daraus folgende niedrige Taupunktstemperatur sind Abhitzekessel in der Lage, niedrige Abgastemperaturen (< 100 °C) zu fahren, ohne Probleme mit Schwefelsäurekorrosion am „kalten Ende“ zu bekommen.

### Wasserseitiger Aufbau
Im Gegensatz zu konventionell befeuerten Dampferzeugern sind Abhitzekessel, insbesondere in Gas-und-Dampf-Anlagen hinter Gasturbinen, oft als Mehrdruckkessel ausgeführt. Hierbei werden mehrere (üblicherweise zwei bis drei) Dampferzeuger, jeweils bestehend aus Überhitzer, Verdampfer und Economizer, rauchgasseitig im Gegenstromwärmetauscher hintereinandergeschaltet, die auf unterschiedlichen Druckniveaus arbeiten. Bei Mehrdruckkesseln wird der Hochdruckteil häufig mit einem Zwischenüberhitzer versehen, der wiederum oft mit dem Mitteldrucküberhitzer kombiniert wird.
Die Hintereinanderschaltung der Druckstufen ist notwendig, um eine niedrige Abgastemperatur und somit einen guten Kesselwirkungsgrad zu erreichen. Die Abgastemperatur zu senken ist bei einem Abhitzekessel hinter einer Gasturbine wesentlich aufwändiger als bei einem Dampfkessel hinter einer "normalen" Feuerung, da der „Zwickpunkt“ (englisch pinch point, Punkt der geringsten Grädigkeit, das heißt Temperaturdifferenz zwischen Abgasseite und Wasserseite) am heißen Ende des Wärmetauschers liegt. Dies ist eine Wirkung des Wärmekapazitätsstromverhältnisses, welches bei einer Gasturbine wesentlich höher ist, da Abgasmassenstrom und -temperatur nicht primär von der Verbrennung, sondern vom Joule-Prozess bestimmt werden. Während bei einer Feuerung aus Gründen der Wirtschaftlichkeit normalerweise versucht wird, die Luftzahl (Lambda) möglichst knapp über 1 zu halten, liegen die Luftzahlen bei Gasturbinen um ein Mehrfaches höher.
| Größe                                          | Konventionell befeuerter Kessel               | Abhitzekessel hinter Gasturbine |
| ---------------------------------------------- | --------------------------------------------- | ------------------------------- |
| Verbrennungsluftverhältnis                     | 1,0–1,8                                       | 2 bis 8                         |
| Abgastemperatur vor Kessel                     | ca. 1000 °C                                   | < 700 °C                        |
| Wärmekapazitätsstromverhältnis Abgas/Dampf     | < 1                                           | > 1                             |
| Punkt der geringsten Grädigkeit („Zwickpunkt“) | kaltes Ende des Economizers (Austritt Kessel) | heißes Ende des Economizers     |

Im Verdampfer sind alle Bauarten möglich: Naturumlaufkessel, Zwangumlaufkessel, Zwangdurchlaufkessel. Letztere erlauben besonders geringe Wandstärken und dadurch schnellere Lastgradienten, also eine höhere Flexibilität, was bei Gas-und-Dampf-Kombikraftwerken besonders günstig ist, da diese meist als Mittellastkraftwerk mit häufigen Lastwechseln eingesetzt werden.